# مسجد جامع ثانی‌آباد
مسجد جامع ثانی آباد مربوط به دوره قاجار است و در شهرستان مهریز، بخش مرکزی، دهستان میانکوه، روستای ثانی آباد واقع شده و این اثر در تاریخ ۱۴ اسفند ۱۳۸۵ با شمارهٔ ثبت ۱۷۸۹۲ به‌عنوان یکی از آثار ملی ایران به ثبت رسیده است.